# Saint-Sulpice-de-Pommeray
Saint-Sulpice-de-Pommeray település Franciaországban, Loir-et-Cher megyében. Lakosainak száma 1841 fő (2022. január 1.). Saint-Sulpice-de-Pommeray Fossé, Blois, Saint-Lubin-en-Vergonnois, Villebarou és Valencisse községekkel határos.

## Népesség
A település népessége az elmúlt években az alábbi módon változott:
| Lakosok száma | 443  | 1308 | 1452 | 1816 | 1830 | 1869 | 1855 | 1840 | 1833 | 1841 |
|               | 1968 | 1982 | 1990 | 2006 | 2013 | 2015 | 2017 | 2019 | 2020 | 2022 |